# RTBF交響楽団
RTBF交響楽団（フランス語：Orchestre symphonique de la RTBF）は、1991年に解散したベルギーの放送オーケストラ。ブリュッセル放送交響楽団、ベルギー・フランス語放送交響楽団とも呼ばれる。

## 歴史
ベルギー国立放送協会（NIR/INR）が1935年に発足させた放送用アンサンブルが前身。この団体が1977年にオランダ語放送局（BRT、現VRT）とフランス語放送局（RTBF）に分離した際、RTBF側が創設したのがRTBF交響楽団である（BRT側はBRTフィルハーモニー管弦楽団、現ブリュッセル・フィルハーモニックを創設）。
1978年の創立時よりエドガール・ドヌーが首席指揮者を務め、1984年にアルフレート・ヴァルターが後を継いだ。オーケストラは1991年に解散を余儀なくされ、最後の首席指揮者を務めたアンドレ・ヴァンデルノートもこの年に亡くなっている。

## 歴代首席指揮者
- エドガール・ドヌー （1978年 - 1984年）
- アルフレート・ヴァルター （1984年 - 1987年）
- アンドレ・ヴァンデルノート （1987年 - 1991年）